# Guadiaro
Guadiaro es una barriada (pedanía) de la ciudad de San Roque situada en el margen derecho del río Guadiaro en la provincia de Cádiz, Andalucía, España. Sus fiestas locales se celebran la primera semana de julio.
Debido a su proximidad a la costa y a la urbanización de lujo Sotogrande, Guadiaro se dedica principalmente al turismo. En su entorno se encuentran varios campos de golf, en los que se celebraron, entre otros eventos, la Ryder Cup en el año 1997, y varios campos de polo, así como gran cantidad de actividades náuticas. Toma su nombre del río Guadiaro.
En Guadiaro se encuentra el yacimiento arqueológico de Barbésula, de la época romana.
Su equipo de fútbol es el C.D. Guadiaro, fundado en 1973 por gente del pueblo y alrededores, financiado con la ayuda de las empresas locales.

## Comunicaciones
Se accede a Guadiaro por la carretera A-2103, que lo comunica con San Enrique de Guadiaro a través del Puente de Hierro, y con Pueblo Nuevo de Guadiaro por las salidas 130 y 132 de la A-7. La carretera A-2100 lleva desde Guadiaro a Castellar de la Frontera.
Desde agosto de 2010 está en servicio la parada de taxis de Guadiaro.
| Líneas de autobús con parada en Guadiaro | Líneas de autobús con parada en Guadiaro | Líneas de autobús con parada en Guadiaro |
| Línea                                    | Trayecto                                 | Empresa                                  |
| ---------------------------------------- | ---------------------------------------- | ---------------------------------------- |
| M-240                                    | Estepona-La Línea                        | Portillo                                 |
| M-271                                    | Tesorillo-La Línea                       | Comes                                    |
| 2                                        | San Roque Centro-Torreguadiaro           | Esteban                                  |

## Galería de imágenes

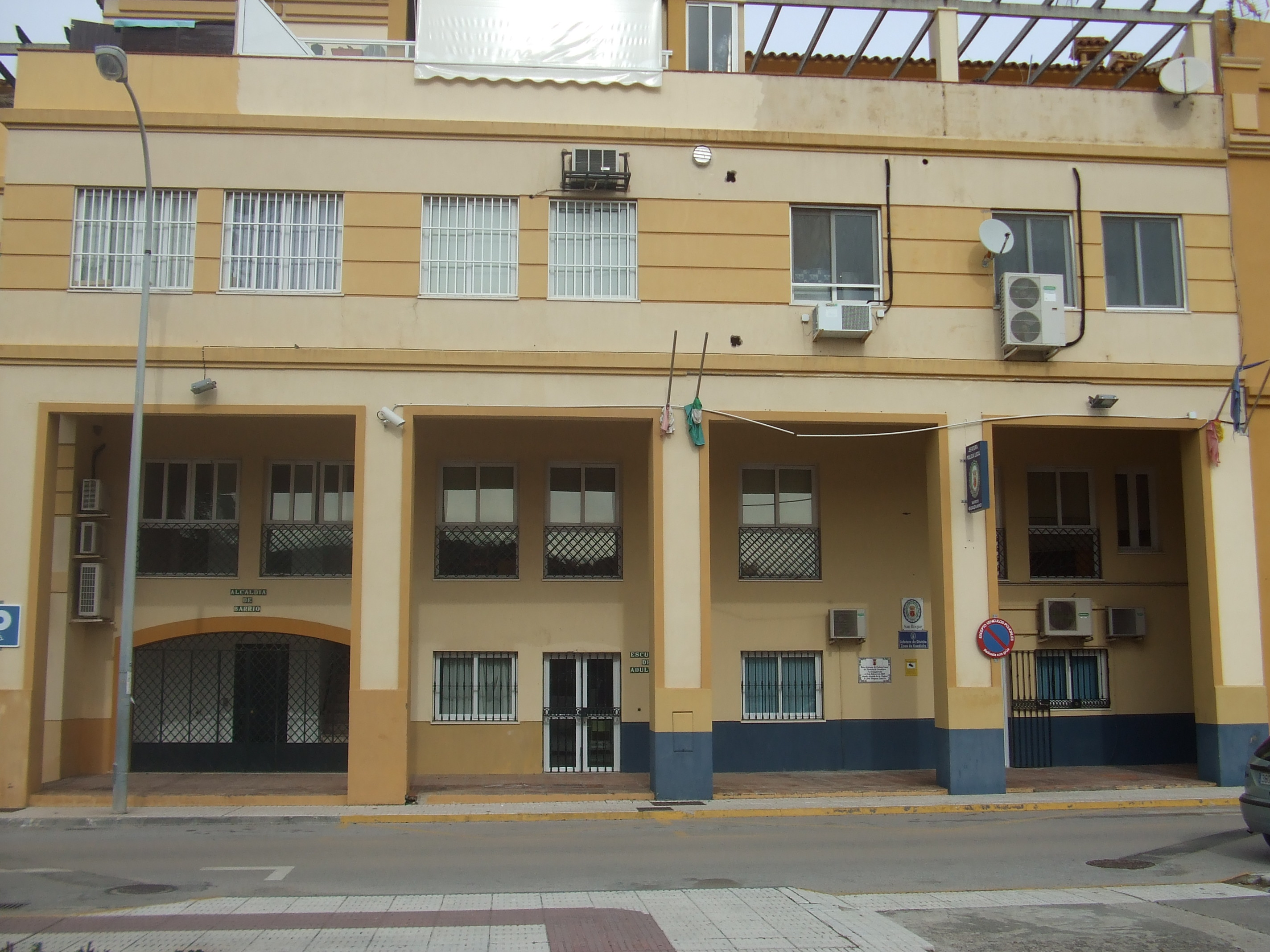
Alcaldía del distrito Valle del Guadiaro.
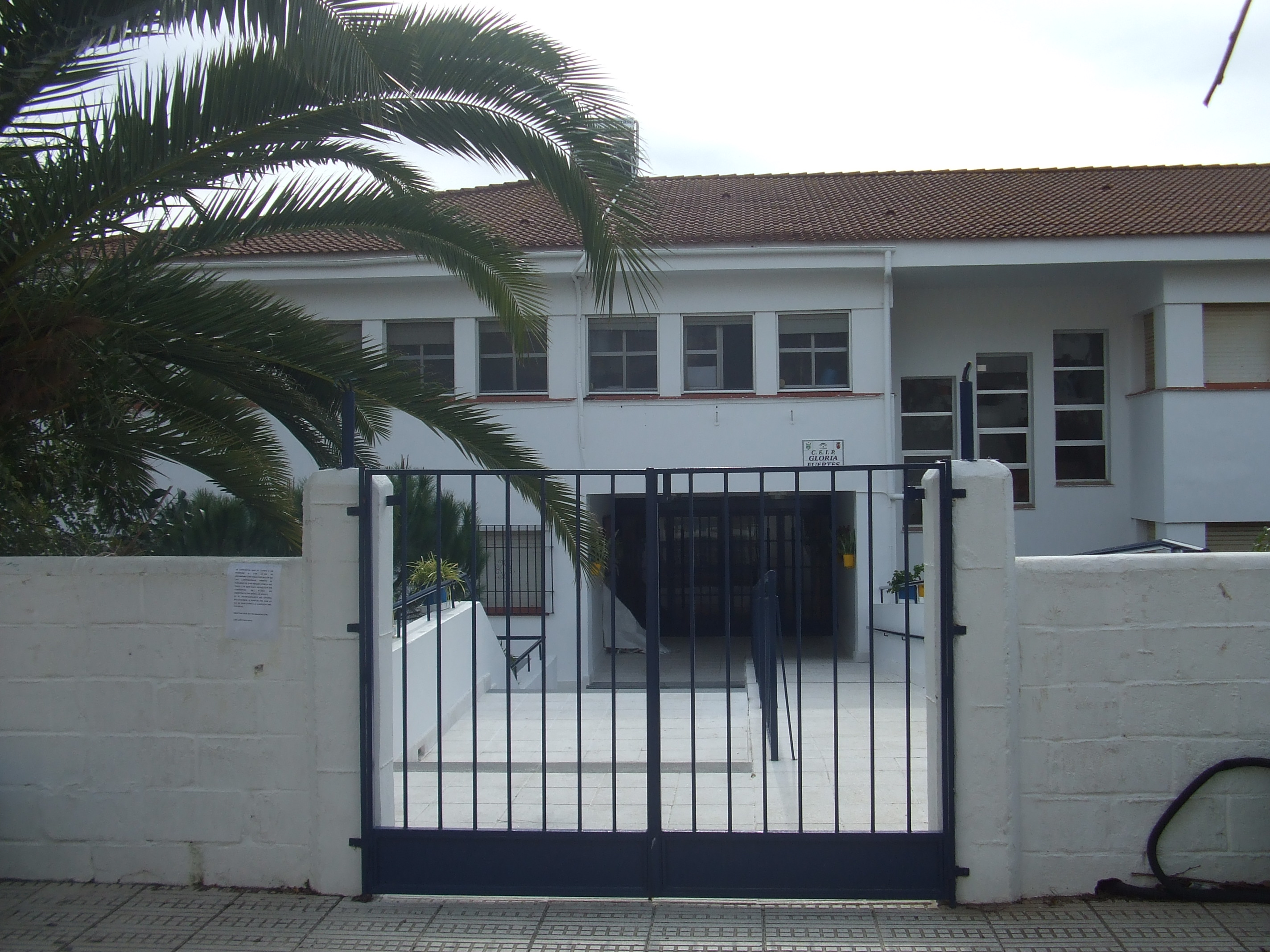
Colegio Gloria Fuertes.
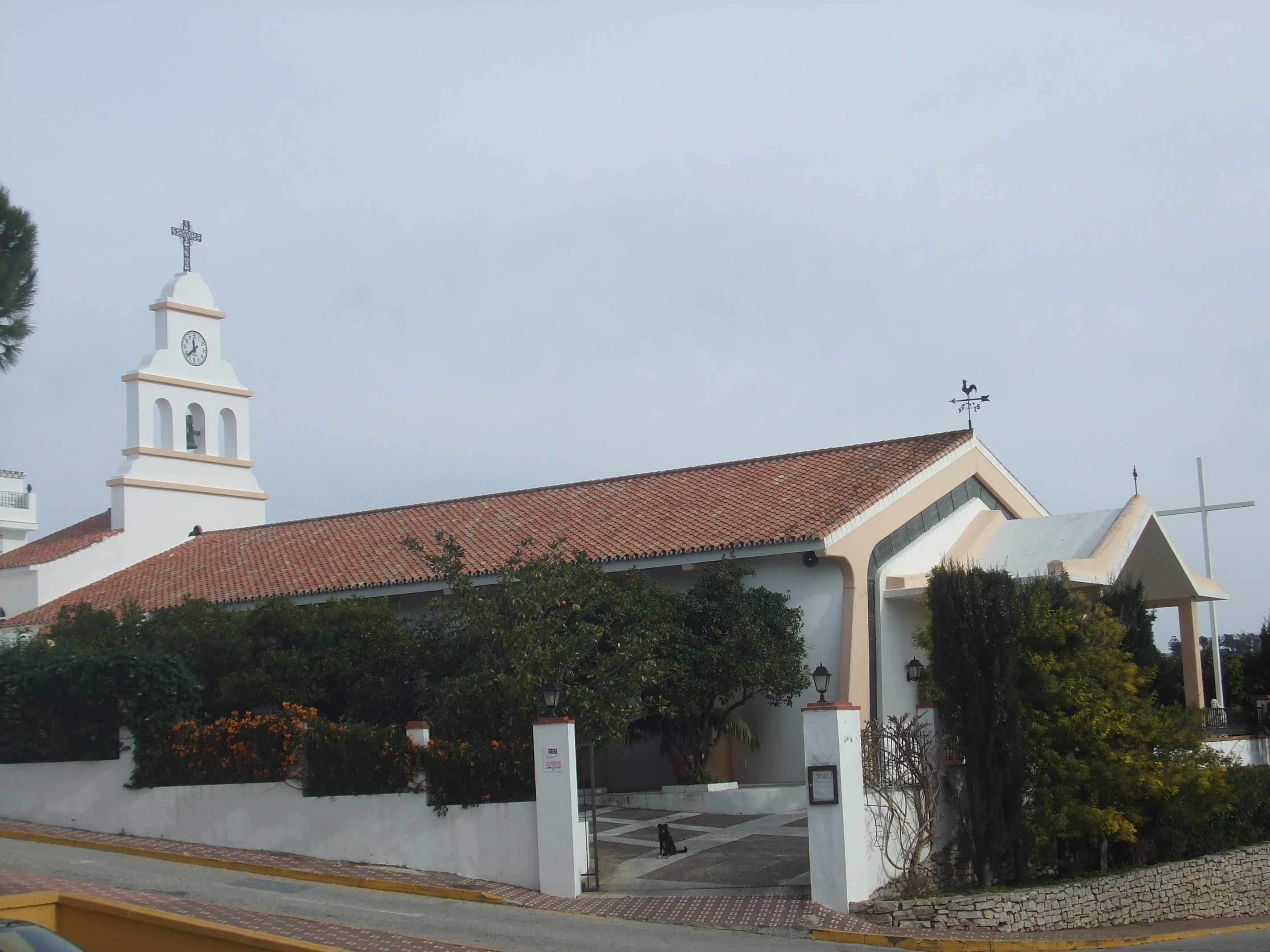
Parroquia de Nuestra Señora del Rosario.
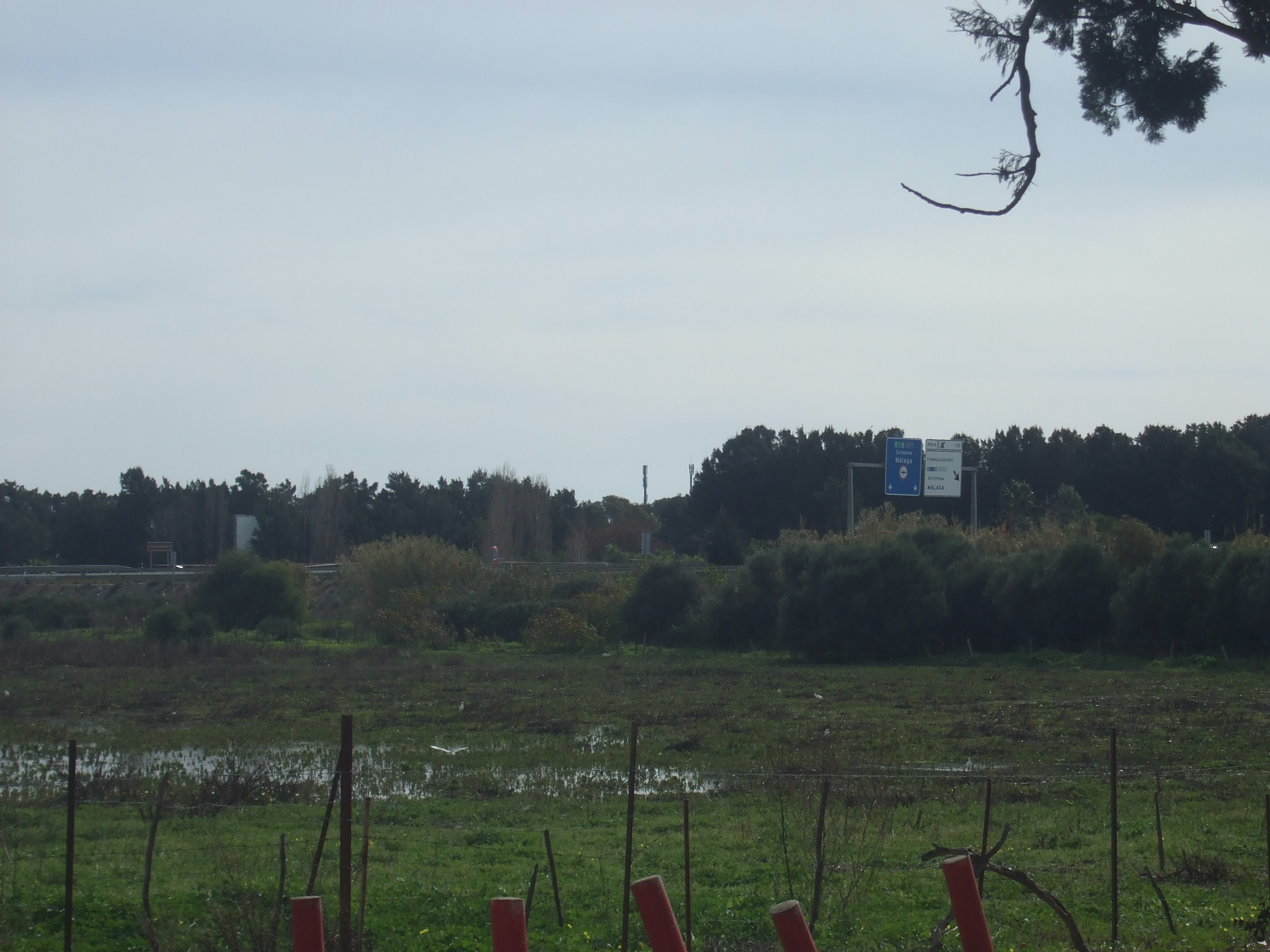
Autopista AP-7 a su paso por Guadiaro.
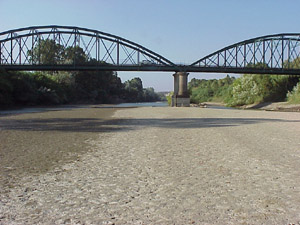
Puente de hierro sobre el río Guadiaro.